# Кончек
Кончек або Куньджек (*д/н — 1308) — 11-й хан Чагатайського улусу в 1307—1308 роках.

## Життєпис
Походив з династії Чингізидів. Старший син хана Дуви. Замолоду допомагав батькові в походах. Наприкінці 1290-х років був намісником в області навколо озера Баркуль. Після смерті Дуви у 1308 році на курултаї в місцевості Себкуль-Кала (поблизу міста Алмалик) обирається новим ханом Чагатайського улусу.
З самого початку стикнувся з повстання синів хана Хайду на чолі з Чапаром. Спочатку Кончек зазнав поразки у місцині бурі-Баши (поблизу міста Тараз), але того ж 1307 року завдав суперникам поразки. Втім, остаточно не зумів придушити повстання. Під час цих подій раптово помер у 1308 році в Юлдузі.